# Deutsche Leichtathletik-Meisterschaften 1956/Resultate
Der Hauptteil der Wettbewerbe bei den 56. Deutschen Leichtathletik-Meisterschaften wurde einschl. des Marathonlaufs vom 17. bis 19. August 1956 in Berlin ausgetragen. Austragungsort war das Olympiastadion. Der Marathonlauf sowie das 20-km-Gehen fanden auf den Straßen Berlins statt. Start- und Zielort war auch für diese Disziplinen das Olympiastadion.
In der hier vorliegenden Auflistung werden die in den verschiedenen Wettbewerben jeweils ersten sechs platzierten Leichtathletinnen und Leichtathleten aufgeführt. Eine Übersicht mit den Medaillengewinnerinnen und -gewinnern sowie einigen Anmerkungen zu den Meisterschaften findet sich unter dem Link Deutsche Leichtathletik-Meisterschaften 1956.
Wie immer gab es zahlreiche Disziplinen, die zu anderen Terminen an anderen Orten stattfanden – in den folgenden Übersichten jeweils konkret benannt.
Hier die ausführlichen Ergebnislisten der Meisterschaften:

## Meisterschaftsresultate Männer

### 100 m
| Platz | Athlet, Verein                        | Zeit (s) |
| ----- | ------------------------------------- | -------- |
| 1     | Manfred Germar (ASV Köln)             | 10,5     |
| 2     | Lothar Knörzer (Karlsruher SC)        | 10,7     |
| 3     | Eduard Feneberg (TSV 1860 München)    | 10,7     |
| 4     | Leonhard Pohl (TSV Pfungstadt)        | 10,7     |
| 5     | Erich Fuchs (1. FC Kaiserslautern)    | 10,7     |
| 6     | Adolf Kluck (TSV Bayer 04 Leverkusen) | 10,9     |

Datum: 19. August

### 200 m
| Platz | Athlet, Verein                               | Zeit (s) |
| ----- | -------------------------------------------- | -------- |
| 1     | Manfred Germar (ASV Köln)                    | 20,9     |
| 2     | Ewald Schröder (TSV Bayer 04 Leverkusen)     | 21,5     |
| 3     | Carl Kaufmann (Karlsruher SC)                | 21,7     |
| 4     | Leonhard Pohl (TSV Pfungstadt)               | 21,8     |
| 5     | Karl-Heinz Naujoks (TSV Bayer 04 Leverkusen) | 22,0     |
| 6     | Friedrich Lembach (TG 1846 Worms)            | 22,2     |

Datum: 18. August

### 400 m
| Platz | Athlet, Verein                       | Zeit (s) |
| ----- | ------------------------------------ | -------- |
| 1     | Karl-Friedrich Haas (1. FC Nürnberg) | 46,8     |
| 2     | Walter Oberste (OSV Hörde)           | 47,3     |
| 3     | Karl Blümmel (Eintracht Frankfurt)   | 47,5     |
| 4     | Jürgen Kühl (SuS Bergedorf)          | 47,8     |
| 5     | Lothar Prinz (Post-SV München)       | 48,2     |
| 6     | Udo Waldheim (Dortmunder TG)         | 49,2     |

Datum: 18. August

### 800 m
| Platz | Athlet, Verein                               | Zeit (min) |
| ----- | -------------------------------------------- | ---------- |
| 1     | Paul Schmidt (OSV Hörde)                     | 1:49,6     |
| 2     | Friedrich Stracke (Barmer TV 1846 Wuppertal) | 1:49,7     |
| 3     | Olaf Lawrenz (Berliner SC)                   | 1:50,6     |
| 4     | Walter Hollfelder (SV Schwaig)               | 1:52,2     |
| 5     | Herbert Missalla (DLC Aachen)                | 1:52,4     |
| 6     | Erich Schwarzwälder (Karlsruher SC)          | 1:52,6     |

Datum: 19. August

### 1500 m
| Platz | Athlet, Verein                                | Zeit (min) |
| ----- | --------------------------------------------- | ---------- |
| 1     | Günter Dohrow (SCC Berlin)                    | 3:49,6     |
| 2     | Günter Timm (VfL Pinneberg)                   | 3:51,2     |
| 3     | Max Rentsch (TSV Schwaben Augsburg)           | 3:52,0     |
| 4     | Werner Bumann (TK Hannover)                   | 3:52,0     |
| 5     | Joachim Rockschies (Barmer TV 1846 Wuppertal) | 3:53,8     |
| 6     | Erich Müller (Eintracht Frankfurt)            | 3:54,4     |

Datum: 19. August

### 5000 m
| Platz | Athlet, Verein                               | Zeit (min) |
| ----- | -------------------------------------------- | ---------- |
| 1     | Rolf Lamers (Borussia Düsseldorf)            | 14:20,8    |
| 2     | Walter Konrad (TSV 1860 München)             | 14:21,2    |
| 3     | Horst Flosbach (Barmer TV 1846 Wuppertal)    | 14:33,4    |
| 4     | Xaver Höger (TV Grönenbach)                  | 14:42,8    |
| 5     | Georg Kluge (Polizei SV Borussia Düsseldorf) | 14:43,4    |
| 6     | Hans Hüneke (OSV Hörde)                      | 14:51,6    |

Datum: 19. August

### 10.000 m
| Platz | Athlet, Verein                               | Zeit (min) |
| ----- | -------------------------------------------- | ---------- |
| 1     | Herbert Schade (Solinger LC)                 | 29:38,8    |
| 2     | Walter Konrad (TSV 1860 München)             | 29:58,2    |
| 3     | Xaver Höger (TV Grönenbach)                  | 30:35,6    |
| 4     | Georg Kluge (Polizei SV Borussia Düsseldorf) | 30:55,0    |
| 5     | Karl-Wilhelm Lindner (TV Jahn Willingen)     | 31:40,2    |
| 6     | Ludwig Müller (Weseler TV)                   | 32:00,0    |

Datum: 17. August

### Marathon
| Platz | Athlet, Verein                              | Zeit (h)  |
| ----- | ------------------------------------------- | --------- |
| 1     | Gustav Disse (SC Dahlhausen)                | 2:32:23,2 |
| 2     | Fritz Schöning (TUSEM Essen)                | 2:35:04,8 |
| 3     | Heinz Westerteicher (Rot-Weiß Oberhausen)   | 2:36:08,2 |
| 4     | Hans Vollbach (ASV Köln)                    | 2:37:28,0 |
| 5     | Reinhold Hundt (SC Dahlhausen)              | 2:37:49,4 |
| 6     | Dieter Engelhardt (TSV Bayer 04 Leverkusen) | 2:38:08,2 |

Datum: 18. August

### Marathon, Mannschaftswertung
| Platz | Verein, Besetzung                                                           | Zeit (h) |
| ----- | --------------------------------------------------------------------------- | -------- |
| 1     | SC Dahlhausen (Gustav Disse, Reinhold Hundt, August Ruttloh)                | 8:05:14  |
| 2     | TUSEM Essen (Fritz Schöning, August Blumensaat, Werner Schnepp)             | 8:05:36  |
| 3     | TSV Bayer 04 Leverkusen (Dieter Engelhardt, Gerhard Doerfeld, Klaus Köhler) | 8:10:55  |
| 4     | SCC Berlin (Hermann Brecht, Günter Thiele, Arthur Person)                   | 8:47:46  |
| 5     | ASV Köln (Hans Vollbach, Günther Hahn, Hugo Lipper)                         | 9:03:23  |
| 6     | Rot-Weiß Koblenz (Willi Holtkamp, Günther Hennerici, Dr. Karlheinz Winkler) | 9:18:55  |

Datum: 18. August

### 110 m Hürden
| Platz | Athlet, Verein                    | Zeit (s) |
| ----- | --------------------------------- | -------- |
| 1     | Martin Lauer (ASV Köln)           | 14,3     |
| 2     | Bert Steines (Rot-Weiß Koblenz)   | 14,7     |
| 3     | Hans-Jürgen Jenss (VfL Wolfsburg) | 15,2     |
| 4     | Rudolf Böck (Post-SV München)     | 15,2     |
| 5     | Herbert Stürmer (1. FC Nürnberg)  | 16,0     |
| 6     | Rudi Felger (TSG Backnang)        | 16,9     |

Datum: 18. August

### 200 m Hürden
| Platz | Athlet, Verein                            | Zeit (s) |
| ----- | ----------------------------------------- | -------- |
| 1     | Bert Steines (Rot-Weiß Koblenz)           | 23,9     |
| 2     | Rudi Felger (TSG Backnang)                | 24,6     |
| 3     | Heinz Hoß (SpVgg. Feuerbach)              | 24,7     |
| 4     | Wolf Reinhardt (SV Darmstadt 98)          | 24,8     |
| 5     | Heinz Stephan (CSV Marathon 1910 Krefeld) | 24,8     |
| 6     | Lutz Reinhardt (SV Darmstadt 98)          | 25,4     |

Datum: 18. August

### 400 m Hürden
| Platz | Athlet, Verein                            | Zeit (s) |
| ----- | ----------------------------------------- | -------- |
| 1     | Kurt Bonah (Werder Bremen)                | 52,9     |
| 2     | Wolfgang Fischer (Stuttgarter Kickers)    | 53,3     |
| 3     | Horst Peters (Werder Bremen)              | 53,5     |
| 4     | Helmut Joho (USC Freiburg)                | 53,7     |
| 5     | Helmut Janz (Rot-Weiß Oberhausen)         | 53,7     |
| 6     | Heinz Stephan (CSV Marathon 1910 Krefeld) | 54,6     |

Datum: 19. August

### 3000 m Hindernis
| Platz | Athlet, Verein                      | Zeit (min) |
| ----- | ----------------------------------- | ---------- |
| 1     | Heinz Laufer (TG Schwenningen)      | 9:00,6     |
| 2     | Guido Blankenhagen (VfL Hüls)       | 9:01,2     |
| 3     | Helmut Thumm (TSV Bernhausen)       | 9:08,8     |
| 4     | Stefan Lüpfert (VfB Stuttgart)      | 9:11,0     |
| 5     | Gerhard Globisch (VfL Nordenham)    | 9:15,2     |
| 6     | Lambert Schürmann (SV Union Rheydt) | 9:19,0     |

Datum: 18. August

### 4 × 100 m Staffel
| Platz | Verein, Besetzung                                                                                 | Zeit (s) |
| ----- | ------------------------------------------------------------------------------------------------- | -------- |
| 1     | ASV Köln (Dieter Kröger, Martin Lauer, Calles, Manfred Germar)                                    | 41,4     |
| 2     | Borussia Neunkirchen (Werner Kiefer, Edmund Burg, Gerd Lemmes, Kurt Heidrich)                     | 42,7     |
| 3     | SCC Berlin (Bosch, Stichling, Henk, Lass)                                                         | 42,8     |
| 4     | Eintracht Braunschweig (Everling, Wrehde, Blumenberg, Jürgen Sievers)                             | 42,8     |
| 5     | SV Phönix Ludwigshafen (Karl Wegerle, Albert Grawitz, Günther Schally, Wolfgang Schick)           | 42,9     |
| DSQ   | TSV Bayer 04 Leverkusen (Horst Poehler, Adolf Kluck, Karl-Heinz Naujoks, Karl-Friedrich Schröder) |          |

Datum: 19. August

### 4 × 400 m Staffel
| Platz | Verein, Besetzung                                                                       | Zeit (min) |
| ----- | --------------------------------------------------------------------------------------- | ---------- |
| 1     | OSV Hörde (Engelbert Basse, Walter Oberste, Paul Schmidt, Manfred Poerschke)            | 3:13,7     |
| 2     | Rot-Weiß Koblenz (Wolfgang Schmidtke, Erich Zimmermann, Günther Steines, Helmut Dreher) | 3:16,7     |
| 3     | USC Freiburg (Botzenhardt, Gerd Dörrie, Otto Klappert, Helmut Joho)                     | 3:16,7     |
| 4     | SuS Bergedorf (Rochus Claus, Rainald Bohnhoff, Claus Beissner, Jürgen Kühl)             | 3:17,8     |
| 5     | Eintracht Frankfurt (Reinhold, Ziemer, Bertram, Karl Blümmel)                           | 3:21,2     |
| 6     | Werder Bremen (Schoof, Frerichs, Peters, Kurt Bonah)                                    | 3:21,2     |

Datum: 19. August

### 3 × 1000 m Staffel
| Platz | Verein, Besetzung                                               | Zeit (min) |
| ----- | --------------------------------------------------------------- | ---------- |
| 1     | Berliner SC (Resa, Herbert Stichnote, Olaf Lawrenz)             | 7:21,2     |
| 2     | VfV Hildesheim (Kurt Ernst, Walter Müller, Dieter Schreiber)    | 7:22,1     |
| 3     | TSV Bayer 04 Leverkusen (Josef John, Rositzki, Dieter Emmerich) | 7:28,3     |
| 4     | TSV 1860 München (Heinz Riederer, Moser, Walter Müller)         | 7:29,5     |
| 5     | LAV Menden (Krollmann, Wallenwein, Strutz)                      | 7:34,0     |
| 6     | VfB Stuttgart (Mauer, Rudolf Schäffler, Roland Schrem)          | 7:35,0     |

Datum: 19. August

### 20-km-Gehen
| Platz | Athlet, Verein                        | Zeit (h)  |
| ----- | ------------------------------------- | --------- |
| 1     | Hans-Wilhelm Neuhaus (MTV Gießen)     | 1:41:50,2 |
| 2     | Viktor Siuda (Eintracht Braunschweig) | 1:42:19,6 |
| 3     | Erich Hesmer (Grün-Weiß Essen)        | 1:43:54,4 |
| 4     | Siegfried Kemper (Berliner SC)        | 1:44:44,8 |
| 5     | Wolfgang Döring (Grün-Weiß Essen)     | 1:45:26,2 |
| 6     | Alfred Fattmann (Grün-Weiß Essen)     | 1:46:17,0 |

Datum: 17. August

### 20-km-Gehen, Mannschaftswertung
| Platz | Verein, Besetzung                                                           | Zeit (h)  |
| ----- | --------------------------------------------------------------------------- | --------- |
| 1     | Grün-Weiß Essen (Erich Hesmer, Wolfgang Döring, Alfred Fattmann)            | 5:15:37,6 |
| 2     | Eintracht Braunschweig 1 (Viktor Siuda, Walter Stoltz, Hans-Jürgen Dressel) | 5:20:21,8 |
| 3     | MTV Gießen (Hans-Wilhelm Neuhaus, Klinger, Schnabel)                        | 5:29:05,2 |
| 4     | Berliner SC (Siegfried Kemper, Wenzel, Jasmer)                              | 5:39:08,4 |
| 5     | Eintracht Braunschweig 2 (Gustav Peinemann, Pittelkow, Rudi Lüttge)         | 5:41:18,8 |
| 6     | Hamburger SV (Claus Biethan, Claus Bartels, Bangerter)                      | 5:51:14,4 |

Datum: 17. August

### 50-km-Gehen
| Platz | Athlet, Verein                               | Zeit (h)  |
| ----- | -------------------------------------------- | --------- |
| 1     | Claus Biethan (Hamburger SV)                 | 4:59:49,8 |
| 2     | Walter Stoltz (Eintracht Braunschweig)       | 5:01:50,0 |
| 3     | Gustav Peinemann (Eintracht Braunschweig)    | 5:06:15,2 |
| 4     | Hans-Jürgen Dressel (Eintracht Braunschweig) | 5:18:26,4 |
| 5     | Hans-Dieter Götz (Eintracht Braunschweig)    | 5:18:56,0 |
| 6     | Rudi Lüttge (Eintracht Braunschweig)         | 5:29:31,8 |

Datum: 30. September
fand in Bielefeld statt

### 50-km-Gehen, Mannschaftswertung
| Platz | Verein, Besetzung                                                               | Zeit (h)   |
| ----- | ------------------------------------------------------------------------------- | ---------- |
| 1     | Eintracht Braunschweig I (Walter Stoltz, Gustav Peinemann, Hans-Jürgen Dressel) | 15:26:31,8 |
| 2     | Eintracht Braunschweig II (Hans-Dieter Götz, Rudi Lüttge, Scholz)               | 16:22:21,8 |
| 3     | Hamburger SV (Claus Biethan, Friedrich Prehn, Kaiser)                           | 16:37:14,0 |

Datum: 30. September
fand in Bielefeld statt
nur 3 Mannschaften in der Wertung

### Hochsprung
| Platz | Athlet, Verein                        | Höhe (m) |
| ----- | ------------------------------------- | -------- |
| 1     | Theo Püll (LG 1947 Viersen)           | 1,92     |
| 2     | Jürgen Haßmann (MTV Ingolstadt)       | 1,92     |
| 3     | Fritz Weber (Stuttgarter Kickers)     | 1,90     |
| 4     | Jochen Knoll (Schwarz-Weiß Frankfurt) | 1,85     |
| 5     | Klaus Neufeldt (VfL Wolfsburg)        | 1,80     |
| 6     | Dieter Krake (VfL Wolfsburg)          | 1,80     |

Datum: 19. August

### Stabhochsprung
| Platz | Athlet, Verein                        | Höhe (m) |
| ----- | ------------------------------------- | -------- |
| 1     | Julius Schneider (SC Pforzheim)       | 4,10     |
| 2     | Willi Reißmann (TV Fürth 1860)        | 4,00     |
| 2     | Horst Drumm (Rot-Weiß Koblenz)        | 4,00     |
| 4     | Rudolf Zech (1. FC Nürnberg)          | 3,90     |
| 5     | Wigo Biffart (SV Phönix Ludwigshafen) | 3,90     |
| 6     | Richard Seidler (VfL Bochum)          | 3,90     |

Datum: 19. August

### Weitsprung
| Platz | Athlet, Verein                            | Weite (m) |
| ----- | ----------------------------------------- | --------- |
| 1     | Manfred Molzberger (Olympia Oberberg)     | 7,59      |
| 2     | Dietrich Richter (VfL Sindelfingen)       | 7,40      |
| 3     | Ronald Krüger (Club zur Vahr Bremen)      | 7,35      |
| 4     | Heinz Oberbeck (OSC Berlin)               | 7,33      |
| 5     | Hermann Höhnke (Barmer TV 1846 Wuppertal) | 7,22      |
| 6     | Wolf Reinhardt (SV Darmstadt 98)          | 7,16      |

Datum: 18. August

### Dreisprung
| Platz | Athlet, Verein                            | Weite (m) |
| ----- | ----------------------------------------- | --------- |
| 1     | Hermann Höhnke (Barmer TV 1846 Wuppertal) | 14,68     |
| 2     | Hans-Jürgen Jenss (VfL Wolfsburg)         | 14,54     |
| 3     | Erich Bremicker (SV Phönix Ludwigshafen)  | 14,50     |
| 4     | Walter Mahlendorf (Hannover 96)           | 14,34     |
| 5     | Robert Wiener (DJK Schweinfurt)           | 14,28     |
| 6     | Hermann Strauß (TG Kitzingen)             | 14,27     |

Datum: 17. August

### Kugelstoßen
| Platz | Athlet, Verein                          | Weite (m) |
| ----- | --------------------------------------- | --------- |
| 1     | Karl-Heinz Wegmann (Dortmunder SC 1895) | 17,05 DR  |
| 2     | Dietrich Urbach (VfL Bochum)            | 16,48000  |
| 3     | Hermann Lingnau (TK Hannover)           | 15,97000  |
| 4     | Gerhard Brink (Stuttgarter Kickers)     | 15,75000  |
| 5     | Karl Oweger (TSV 1860 München)          | 15,04000  |
| 6     | Werner Eckert (FC Wehr)                 | 15,02000  |

Datum: 17. August
Mit seiner Siegesweite von 17,05 m erzielte Karl-Heinz Wegmann einen neuen deutschen Rekord.

### Diskuswurf
| Platz | Athlet, Verein                             | Weite (m) |
| ----- | ------------------------------------------ | --------- |
| 1     | Karl Oweger (TSV 1860 München)             | 48,65     |
| 2     | Dietrich Urbach (VfL Bochum)               | 48,21     |
| 3     | Günther Noack (Grün-Weiß Frankfurt)        | 47,92     |
| 4     | Dieter Möhring (SV St. Georg 1895 Hamburg) | 46,65     |
| 5     | Martin Bührle (USC Heidelberg)             | 46,58     |
| 6     | Walter Janssen (TSG Westerstede)           | 45,51     |

Datum: 18. August

### Hammerwurf
| Platz | Athlet, Verein                           | Weite (m) |
| ----- | ---------------------------------------- | --------- |
| 1     | Hugo Ziermann (PSV Grünweiß Frankfurt)   | 59,42     |
| 2     | Karl Hein (Hamburger SV)                 | 52,84     |
| 3     | Karl Hagenburger (Rot-Weiß Koblenz)      | 51,56     |
| 4     | Hans Volk (MTV Karlsruhe)                | 50,47     |
| 5     | Alfons Sonneck (VfL Osnabrück)           | 50,13     |
| 6     | Alfons Wiegand (Fuldaer Turnerschaft 48) | 49,23     |

Datum: 19. August

### Speerwurf
| Platz | Athlet, Verein                        | Weite (m) |
| ----- | ------------------------------------- | --------- |
| 1     | Gerhard Keller (TSV Süßen)            | 73,36     |
| 2     | Heinrich Will (Rendsburger TSV)       | 72,59     |
| 3     | Emil Sick (Stuttgarter Kickers)       | 71,26     |
| 4     | Herbert Koschel (Rot-Weiß Koblenz)    | 69,17     |
| 5     | Hermann Rieder (TSV 1860 München)     | 68,00     |
| 6     | Hans Schenk (TSV Bayer 04 Leverkusen) | 67,26     |

Datum: 19. August

### Fünfkampf,1952er Wertung
| Platz | Athlet, Verein                           | P – offiz. Wert. | P – 85er Wert. |
| ----- | ---------------------------------------- | ---------------- | -------------- |
| 1     | Horst Bodenstein (Post-SV Hannover)      | 3004             | 3426           |
| 2     | Erich Bremicker (SV Phönix Ludwigshafen) | 2888             | 3347           |
| 3     | Karl-August Schrader (ASV Köln)          | 2791             | 3246           |
| 4     | Hans Müller (Post-SV Trier)              | 2740             | 3166           |
| 5     | Rolf Hübenthal (TV Jahn Minden)          | 2644             | 3104           |
| 6     | Lutz Opladen (TuS Köln rrh. 1874)        | 2625             | 3092           |

Datum: 4. August
fand in Augsburg statt
Disziplinen des Fünfkampfs: Weitsprung, Speerwurf, 200 m, Diskuswurf, 1500 m

### Zehnkampf,1952er Wertung
| Platz | Athlet, Verein                    | P – offiz. Wert. | P – 85er Wert. |
| ----- | --------------------------------- | ---------------- | -------------- |
| 1     | Martin Lauer (ASV Köln)           | 6892             | 6980           |
| 2     | Heinz Oberbeck (OSC Berlin)       | 6412             | 6658           |
| 3     | Erwin Meister (TSV 1860 München)  | 6065             | 6490           |
| 4     | Friedel Schirmer (FC Stadthagen)  | 5988             | 6432           |
| 5     | Josef Schwankner (ESV Traunstein) | 5808             | 6329           |
| 6     | Dieter Klose (MTV Osterode)       | 5438             | 6065           |

Datum: 4./5. August
fand in Augsburg statt

### Waldlauf–7200 m
| Platz | Athlet, Verein                         | Zeit (min) |
| ----- | -------------------------------------- | ---------- |
| 1     | Xaver Höger (TV Grönenbach)            | 22:44,2    |
| 2     | Stefan Lüpfert (VfB Stuttgart)         | 23:06,6    |
| 3     | Hans Hüneke (OSV Hörde)                | 23:07,2    |
| 4     | Gustav Disse (SC Dahlhausen)           | 23:14,2    |
| 5     | Waldemar Schlecht (SV Polizei Hamburg) | 23:19,4    |
| 6     | Günter Dohrow (SCC Berlin)             | 23:24,2    |

Datum: 22. April
fand in Haßloch statt

### Waldlauf–7200 m, Mannschaftswertung
| Platz | Verein, Besetzung                                                 | (Pkte)               |
| ----- | ----------------------------------------------------------------- | -------------------- |
| 1     | OSV Hörde (Hans Hüneke, Baum, Korte)                              | 13 (Plätze 03/7/9)   |
| 2     | SCC Berlin I (Günter Dohrow, Lerch, Hermann Brecht)               | 20 (Plätze 06/8/14)  |
| 3     | SC Dahlhausen (Gustav Disse, Heinz Betting, Reinhold Hundt)       | 23 (Plätze 04/13/16) |
| 4     | SV Polizei Hamburg (Waldemar Schlecht, Karl-Heinz Bohn, Rögener)  | 34 (Plätze 05/17/21) |
| 5     | Hamburger SV (Gerhard Paschen, Karl-Heinz Paetow, Klaus Ketelsen) | 40 (Plätze 12/18/20) |
| 6     | SCC Berlin II (Siegfried Steller, Dieter Kohls, Michalowski)      | 47 (Plätze 15/19/ ?) |

Datum: 22. April
fand in Haßloch statt

## Meisterschaftsresultate Frauen

### 100 m
| Platz | Athletin, Verein                     | Zeit (s) |
| ----- | ------------------------------------ | -------- |
| 1     | Inge Fuhrmann (SCC Berlin)           | 11,9     |
| 2     | Irene Brütting (Weiß-Blau Frankfurt) | 12,0     |
| 3     | Charlotte Böhmer (OSV Hörde)         | 12,1     |
| 4     | Renate Nitschke (OSV Hörde)          | 12,2     |
| 5     | Edeltraud Eiberle (TG Trossingen)    | 12,3     |
| 6     | Helga Sträter (LAV Menden)           | 12,4     |

Datum: 18. August

### 200 m
| Platz | Athletin, Verein                    | Zeit (s) |
| ----- | ----------------------------------- | -------- |
| 1     | Inge Fuhrmann (SCC Berlin)          | 24,5     |
| 2     | Charlotte Böhmer (OSV Hörde)        | 24,8     |
| 3     | Käthe Weigel (Eintracht Frankfurt)  | 24,9     |
| 4     | Helga Sträter (LAV Menden)          | 25,1     |
| 5     | Irmgard Egert (Eintracht Frankfurt) | 25,2     |
| 6     | Luise Taczanowiak (OSV Hörde)       | 25,3     |

Datum: 19. August

### 800 m
| Platz | Athletin, Verein                      | Zeit (min) |
| ----- | ------------------------------------- | ---------- |
| 1     | Ariane Döser (SSV Reutlingen 05)      | 2:17,2     |
| 2     | Nanny Schlüter (VfL Pinneberg)        | 2:18,1     |
| 3     | Edith Schiller (ASV Köln)             | 2:19,0     |
| 4     | Christel Miklavicic (VfL Hüls)        | 2:19,5     |
| 5     | Elfriede Freudenberger (TSG Ulm 1846) | 2:19,7     |
| 6     | Irmgard Hoff (TuS Zell-Weierbach)     | 2:20,4     |

Datum: 18. August

### 80 m Hürden
| Platz | Athletin, Verein                               | Zeit (s) |
| ----- | ---------------------------------------------- | -------- |
| 1     | Zenta Gastl (TSV 1860 München)                 | 10,9     |
| 2     | Erika Fisch (MTV Osterode)                     | 11,0     |
| 3     | Maria Sander, geb. Domagala (SuS 09 Dinslaken) | 11,1     |
| 4     | Anneliese Seonbuchner (1. FC Nürnberg)         | 11,3     |
| 5     | Regina Lorberg (TK Hannover)                   | 11,5     |
| 6     | Doris Tillmann (OSV Hörde)                     | 12,0     |

Datum: 18. August

### 4 × 100 m Staffel
| Platz | Verein, Besetzung                                                                        | Zeit (s) |
| ----- | ---------------------------------------------------------------------------------------- | -------- |
| 1     | OSV Hörde (Margret Hlubek, Charlotte Böhmer, Renate Nitschke, Luise Taczanowiak)         | 48,0     |
| 2     | Eintracht Frankfurt (Irmgard Egert, Käthe Weigel, Karola Ebenritter, Renate Schwarzkopf) | 48,2     |
| 3     | 1. FC Nürnberg (Marika Otting, Anneliese Seonbuchner, Maria Sturm, Barbara Ebert)        | 48,9     |
| 4     | ATSV Saarbrücken (Meister, Ursula Finger, Trude Schaller, Helga Hoffmann)                | 49,1     |
| 5     | Stuttgarter Kickers (Erna Hönig, Monika Wessel, Ulrike Lehr, Rosemarie Scheibner)        | 49,6     |
| 6     | TK Hannover (Helga Sturm, Regina Lorberg, Elsbeth Stauga, Haussknecht)                   | 49,6     |

Datum: 19. August

### Hochsprung
| Platz | Athletin, Verein                          | Höhe (m) |
| ----- | ----------------------------------------- | -------- |
| 1     | Inge Kilian (Eintracht Braunschweig)      | 1,55     |
| 2     | Wilhelmine Schubert (1. FC Nürnberg)      | 1,55     |
| 2     | Heidi Maasberg (TSV Münchberg 1862)       | 1,55     |
| 4     | Renate Krämer (ASV Köln)                  | 1,55     |
| 5     | Maria Sturm (1. FC Nürnberg)              | 1,50     |
| 6     | Christa Büchner (TSV Bayer 04 Leverkusen) | 1,50     |

Datum: 18. August

### Weitsprung
| Platz | Athletin, Verein                        | Weite (m) |
| ----- | --------------------------------------- | --------- |
| 1     | Erika Fisch (MTV Osterode)              | 6,19      |
| 2     | Marga Weidner (TSV Bayer 04 Leverkusen) | 6,15      |
| 3     | Helga Hoffmann (ATSV Saarbrücken)       | 6,02      |
| 4     | Anneliese Seonbuchner (1. FC Nürnberg)  | 5,97      |
| 5     | Ilse Jaeger (Wuppertaler SV)            | 5,87      |
| 6     | Maria Sturm (1. FC Nürnberg)            | 5,74      |

Datum: 19. August

### Kugelstoßen
| Platz | Athletin, Verein                                    | Weite (m) |
| ----- | --------------------------------------------------- | --------- |
| 1     | Marianne Werner, geb. Schulze-Entrup (SC Greven 09) | 15,12     |
| 2     | Hannelore Klute (USC Heidelberg)                    | 14,44     |
| 3     | Mathilde Hartl (TV Mallersdorf)                     | 13,72     |
| 4     | Edelgard Anhoff (SCC Berlin)                        | 13,38     |
| 5     | Almut Brömmel (TSV 1860 München)                    | 13,30     |
| 6     | Anne-Chatrine Lafrenz (Gut-Heil Lübeck 1876)        | 13,18     |

Datum: 19. August

### Diskuswurf
| Platz | Athletin, Verein                                    | Weite (m) |
| ----- | --------------------------------------------------- | --------- |
| 1     | Anne-Chatrine Lafrenz (Gut-Heil Lübeck 1876)        | 47,20     |
| 2     | Kriemhild Hausmann (Preussen Krefeld)               | 45,96     |
| 3     | Gudrun Kapolke (Hamburger SV)                       | 45,66     |
| 4     | Almut Brömmel (TSV 1860 München)                    | 43,61     |
| 5     | Gerda Greinig (VTV Mundenheim)                      | 43,10     |
| 6     | Marianne Werner, geb. Schulze-Entrup (SC Greven 09) | 42,90     |

Datum: 17. August

### Speerwurf
| Platz | Athletin, Verein                    | Weite (m) |
| ----- | ----------------------------------- | --------- |
| 1     | Almut Brömmel (TSV 1860 München)    | 49,63     |
| 2     | Edelgard Anhoff (SCC Berlin)        | 43,61     |
| 3     | Renate Dannenfeld (Teutonia Uelzen) | 43,16     |
| 4     | Helga Axt (USC Freiburg)            | 42,64     |
| 5     | Liselotte Kipp (Soester TV)         | 42,48     |
| 6     | Elisabeth Groß (1. FC Nürnberg)     | 40,37     |

Datum: 18. August

### Fünfkampf,1955er Wertung
| Platz | Athletin, Verein                          | Leistung (Pkte) |
| ----- | ----------------------------------------- | --------------- |
| 1     | Maria Sturm (1. FC Nürnberg)              | 4361            |
| 2     | Anneliese Seonbuchner (1. FC Nürnberg)    | 4237            |
| 3     | Edeltraut Eiberle (TG Trossingen)         | 4206            |
| 4     | Helga Hoffmann (ATSV Saarbrücken)         | 4175            |
| 5     | Christa Büchner (TSV Bayer 04 Leverkusen) | 4150            |
| 6     | Marianne Müller (OSC Berlin)              | 4094            |

Datum: 4./5. August
fand in Augsburg statt

## Video
- Filmausschnitte u. a. von den Deutschen Leichtathletikmeisterschaften auf filmothek.bundesarchiv.de, Bereich: 8:42 min bis 11:09 min, abgerufen am 20. April 2021